# Кизильник чорноплідний
Кизильник чорноплідний, ірга чорноплода,  (Cotoneaster melanocarpus) — вид рослин з родини розових (Rosaceae), поширений у північній, центральній і східній Європі, північно-західній Азії.

## Опис
Кущ 2–2.5 м. Листки широко-еліптичні, зверху розсіяно запушені. Суцвіття китицеподібні, з 3–15 квіток. Пелюстки 3–4 мм завдовжки. Плоди чорні, з сизим нальотом, майже кулясті, з 2 кісточками, 6–9 мм в діаметрі. Кущ 1–2.5 м. Молоді гілочки пухнасті, згодом безволосі, блискучі, червоно-бурі. 2n = 68. Листки до 5 см завдовжки, темно-зелені; черешки 1–5 мм. Чашечка гола чи трохи запушена. Пелюстки червонуваті чи червонувато-білі.  

## Поширення
Батьківщиною є північна, центральна і східна Європа, північно-західна Азія.
В Україні вид зростає на кам'янистих схилах, відслоненнях, серед чагарників — майже на всій території, розсіяно; в гірському Криму, рідко.

## Використання
Харчова, декоративна, лікарська рослина.